# Evangelischer Verein für Innere Mission Frankfurt am Main
Der Evangelische Verein für Innere Mission Frankfurt am Main ist Träger sozialer Einrichtungen und Dienste in Frankfurt am Main und im Rhein-Main-Gebiet. Der Verein, seine Häuser und seine Beratungsstellen beschäftigen über 1.000 Mitarbeiterinnen und Mitarbeiter in stationären und ambulanten Angeboten der Alten- und Krankenhilfe, der Kinder- und Jugendhilfe, der Sucht- und Wohnungslosenhilfe, der Prostituiertenberatung, der Bildung sowie in Service-Einheiten. Die Innere Mission Frankfurt ist eine gemeinnützige Organisation und Mitglied der Diakonie Hessen.

## Geschichte
Im Jahr 1850 wurde in Frankfurt am Main der Gesamtverein für Innere Mission aus bestehenden christlichen Hilfsvereinen gegründet. Er war einer von vielen Vereinen, die sich nach einer aufrüttelnden Rede des deutschen Theologen Johann Hinrich Wichern am 22. September 1848 auf dem ersten Evangelischen Kirchentag in Wittenberg in Folge der Gründung des Centralausschusses für die Innere Mission der deutschen evangelischen Kirche in allen Kirchregionen bildeten. Die Arbeit des Vereins wurde in den ersten Jahren wesentlich von dem evangelischen Pfarrer Gustav Schlosser und ab 1890 von dem Pfarrer und liberalen Politiker Friedrich Naumann geprägt. Schlosser trat 1873 aus dem hessischen Kirchendienst aus und war als Seelsorger in der Inneren Mission für Jungarbeiter, Obdachlose, Prostituierte und Dienstbotinnen tätig. Neben seiner Arbeit für die bestehenden christlichen Vereine schuf er weitere Einrichtungen, wie die Herberge zur Heimat, das Magdalenum für Prostituierte, eine Stadtmission und das Vorasyl zur vorübergehenden Unterbringung gefallener Mädchen.
Nach dem Zweiten Weltkrieg konzentrierte sich die Arbeit der Inneren Mission Frankfurt auf die stationäre Betreuung und Pflege älterer Menschen. In den 1970er und 1980er Jahren kamen Angebote für Aids- und Drogenkranke sowie für Prostituierte hinzu. Traditionelle Arbeitsbereiche wie das Bahnhofshospiz, die Bahnhofsmission und eine Buchhandlung mit Verlag gingen an andere Träger über oder wurden eingestellt.
Der Evangelische Verein für Innere Mission Frankfurt wird vom Vorstand mit den beiden hauptberuflichen Vorstandsmitgliedern Pfarrerin Clarissa Graz und dem Gesundheitsökonomen Holger Hothum geleitet. Die Beratung und Aufsicht des Vorstandes erfolgen über den Verwaltungsrat mit bis zu zehn Mitgliedern unter dem Vorsitz von Wilfried Knapp. Der Verwaltungsrat setzt sich aus Fachleuten für Finanzen, für Personal, für Immobilienmanagement, für Bau und Architektur und Juristen zusammen.

## Einrichtungen der Inneren Mission Frankfurt
Seit 1850 verbindet die Innere Mission Frankfurt praktizierte christliche Nächstenliebe mit den Herausforderungen der modernen Gesellschaft von heute und morgen. Die Einrichtungen der Inneren Mission Frankfurt haben den Menschen in seiner Besonderheit im Blick: wertschätzend und ressourcenorientiert.
In der Altenpflege wurden seit Jahrzehnten immer wieder richtungsweisende Konzepte umgesetzt, die bis heute bundesweit vorbildlich sind. Die fünf Altenwohnanlagen – vom selbstständigen betreuten Wohnen bis zur stationären Langzeitpflege mit Sterbebegleitung – sind Lebensorte, die Würde bewahren und eine besondere Atmosphäre ausstrahlen. Auch für Menschen mit Behinderungen, für Sucht- und Aidskranke sowie für Schüler und Kindergartenkinder gibt es Angebote. Zudem betreibt die Innere Mission Frankfurt eine eigene Schule, das Bildungszentrum für Pflege im Hufeland-Haus, das für alle offen und staatlich anerkannt ist. Menschen im Wachkoma finden ebenfalls professionelle Pflege und Betreuung. Darüber hinaus unterhält die Innere Mission Frankfurt mit dem Projekt TAMARA eine Beratungsstelle für Prostituierte in Frankfurt. Die Organisations- und Qualitätsberatung der Inneren Mission Frankfurt unterstützt nicht nur andere Altenheime und Altenpflegeschulen, sondern auch ambulante Pflegedienste, Betreutes Wohnen und Kindertagesstätten.

## Altenhilfe und Pflege

### Hufeland-Haus
Im November 1964 wurde das Alten- und Krankenheim der Inneren Mission in Frankfurt-Seckbach, Wilhelmshöher Straße 34 () eröffnet und 1974 in Widmung des Arztes Christoph Wilhelm Hufeland umbenannt. Richtungweisend war bereits in den ersten Jahren die Einrichtung eines Betriebskindergartens zur Behebung des Personalmangels. Der Gerontologe Siegfried Gößling wurde 1971 Geschäftsführer und prägte den Begriff der aktivierenden Pflege, der zum wesentlichen Bestandteil zeitgemäßer Konzepte der Rehabilitation und Geriatrie wurde. Die Umsetzung erfolgte ab 1973 durch Einführung der Ergotherapie und des Betreuten Wohnens in den Anwesen Wilhelmshöher Straße 18b und 18c, der ersten Tagespflege Deutschlands im Hufeland-Haus. Es folgten 1974 die Aufnahme der Physiotherapie, 1976 Inbetriebnahme eines Hilfezentrums mit Bewegungsbad und Hydrotherapie, sowie im gleichen Jahr Essen auf Rädern und Mobile Dienste – Hilfen zur Haushaltsführung. Im Jahr 1977 wurde die Altenpflegeschule aus Schloss Meerholz übernommen und 1989 der ambulante Pflegedienst gegründet.
Der Kundenstamm am Standort Hufeland-Haus umfasst ca. 800 Menschen in unterschiedlichen Lebenslagen. Ca. 250 Menschen wohnen dauerhaft im Hufeland-Haus. Es verfügt über
- 132 stationäre Plätze in der Altenpflege, davon
- 10 für Kurzzeitpflege
- 47 Wohnpflegeplätze für Menschen mit Behinderungen
- 60 Wohnungen für Betreutes Wohnen.

Zusätzlich besuchen etwa 40 Menschen aus dem Frankfurter Osten regelmäßig die Tagespflege.
Der ambulante Pflegedienst KONTAKT gGmbH betreut von Seckbach aus etwa 100 Menschen in ihrer häuslichen Umgebung und versorgt etwa 60 Menschen zuhause mit einem warmen Mittagstisch. Gäste aus dem Haus und der Umgebung besuchen das Tagesrestaurant. Die Kita Hufeland-Haus bietet 48 Plätze, davon 24 Plätze für Kinder unter 3 Jahren. Das Bildungszentrum für Pflege im Hufeland-Haus (BiZeP) stellt 180 Schulplätze bereit. Die Therapiepraxis leistet – auf ärztliche Verordnung – Physiotherapie, Ergotherapie und Logopädie für Bewohnerinnen und Bewohner des Hauses, aber auch für Menschen aus unserem Quartier.
Das Hufeland-Haus beschäftigt ca. 250 Mitarbeitende und wird von 40 Menschen ehrenamtlich unterstützt.

### Schloss Meerholz
Das ehemalige Nonnenkloster in Gelnhausen () und früherer Wohnsitz einer Seitenlinie der Grafen von Ysenburg wurde im Jahre 1942 von der Stadt Frankfurt am Main erworben und als Schullandheim genutzt. Die amerikanische Militärregierung gab das Anwesen auf Bitten der Inneren Mission zur Nutzung als Altersheim frei. Die Anfang der 1970er Jahre eingerichtete Altenpflegeschule wechselte 1977 ins Hufeland-Haus. 1972 wurde bundesweit erstmals Bewegungs- und Beschäftigungstherapie mit gezielten Übungen und Trainingsmethoden Im Pflegedienst eingesetzt. In den 1980er Jahren wurden Schwerstpflegebedürftige, eine Schreinerwerkstatt und das Haus Wichern im alten Amtsgericht Hanauer Landstraße 23 mit Kurzzeitpflege in den Betrieb integriert. 1995 konnte das Haus Ysenburg, Hanauer Landstraße 53, Gelnhausen, als Abteilung für jüngere behinderte Pflegebedürftige und 2010 die Wachkomastation mit Namen Gräfin Karoline eingeweiht werden. 2016 war der Neubau Haus im Park im idyllischen Schlosspark mit Teich fertig und konnte bezogen werden.
Im Schloss Meerholz werden jüngere und ältere Menschen nach ihren individuellen Gewohnheiten und Bedürfnissen gepflegt, versorgt und betreut. Für Menschen mit erworbenen schwersten neurologischen Hirnschädigungen (apallisches Syndrom/Wachkoma der Phase F) stehen 25 Plätze zur Verfügung.
Das Pflege-, Hilfe-, Unterstützungs-, Betreuungs- und Versorgungsnetz baut auf über 65 Jahren Erfahrung und Kompetenz, mit der die Kultur der stationären Pflege in Deutschland mitgeprägt wurde. Schloss Meerholz ist das erste Pflegeheim in Deutschland, das Beschäftigungstherapie für Menschen mit Behinderungen erprobt und dafür bereits 1972 eine eigene Abteilung eingerichtet hat. Die Einrichtungen bestehen aus mehreren spezialisierten Häusern und Wohnbereichen mit jeweils eigenen Pflege- und Betreuungskonzepten. Zusätzlich zur vollstationären Dauerpflege werden Kurzzeitpflege sowie Tagespflege und ein Mittagstisch für Gäste im Kaisersaal des Schlosses angeboten.

### Haus am Urselbach
Im Alten- und Pflegeheim Haus am Urselbach, Hohemarkstraße 174, Oberursel (), werden 105 Menschen in den Pflegegraden 2 bis 5 in Dauer- oder Kurzzeitpflege betreut. An Demenz erkrankte Bewohnerinnen und Bewohner können in einer Hausgemeinschaft zusammenleben. Das Haus wurde im Jahre 1987 von der Inneren Mission zunächst angemietet und 2000 gekauft und 2011 durch zusätzliche Neubauten erweitert.

### Nellinistift

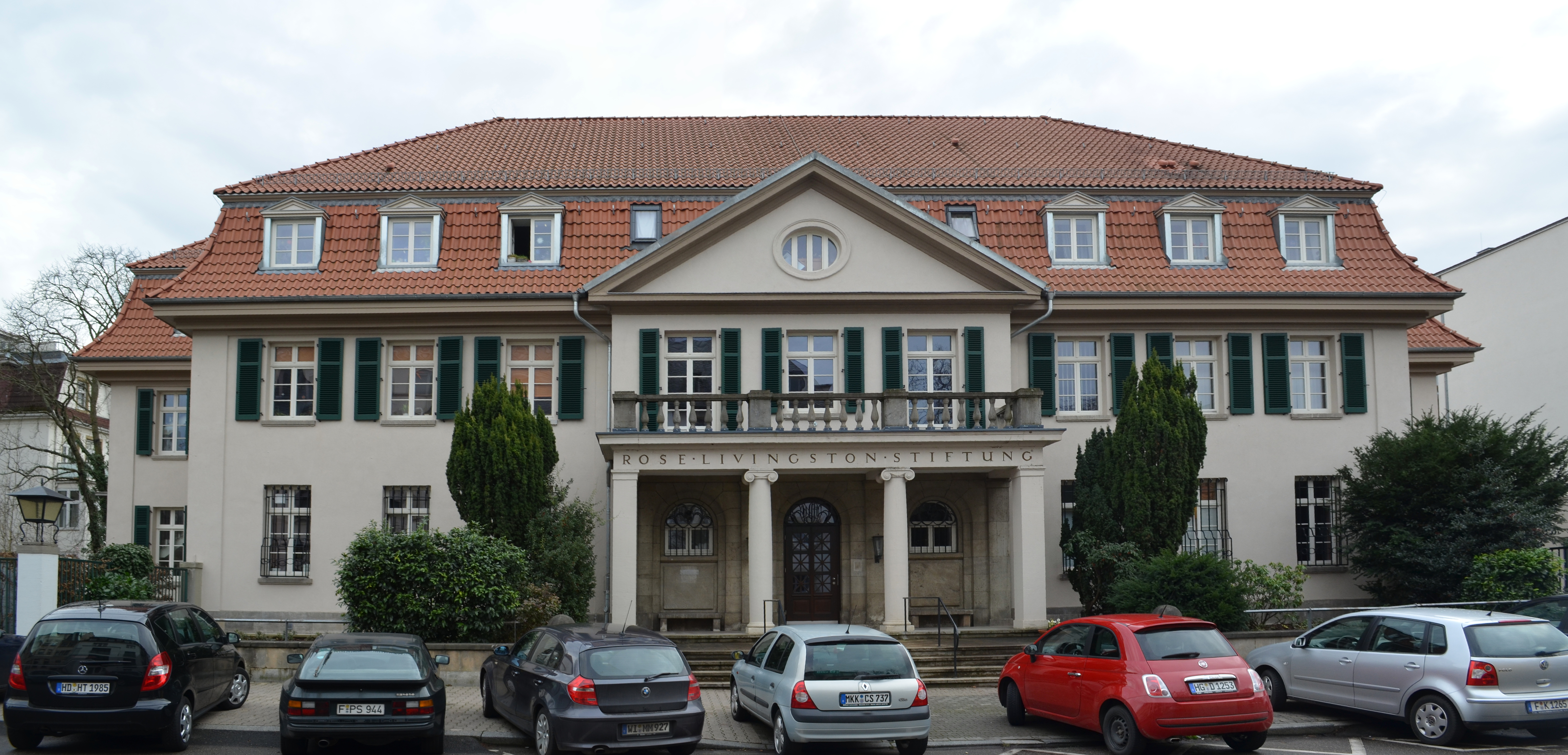
Frankfurter Diakonissenhaus

Stifterin des 1913 gegründeten Nellinistiftes ist Rose Livingston (1860–1914). Sie war die Tochter des ursprünglich aus Idstein in die USA ausgewanderten jüdischen Viehhändlers Marks Löwenstein, der 1866 als Millionär nach Frankfurt zurückkehrte. Unter dem Einfluss ihrer Erzieherin Minna Noll („Nelli“) trat Rose Livingston 1891 zum evangelischen Glauben über, getauft wurde sie in der Paulskirche. Nachdem „Nelli“, mit der sie bis zu deren Tode im Haus Myliusstraße 32 zusammenlebte, gestorben war, stiftete Rose Livingston dem Frankfurter Diakonissenhaus das „Nellinistift“ als Heimstatt für alleinstehende ältere Frauen evangelischen Glaubens. Zusätzlich stellte sie eine Million Reichsmark zur Verfügung.
Seit 1911 ist das Frankfurter Diakonissenhaus auch eine landes-kirchlichen Anstaltsgemeinde.
Das Nellinistift ist eine Einrichtung der vollstationären Pflege. In 68 Einzelzimmern und 13 Doppelzimmern finden 94 Bewohnerinnen und Bewohner Platz. Sie sind in das Mehrgenerationenzentrum Diakonissenhaus eingebunden. So bestehen etwa enge Kontakte zur Arbeit des Kinderhauses mit seinem Spielplatz im Park, in dem das Haus liegt.

### Elisabeth-Maas-Haus
Das Elisabeth-Maas-Haus, Andréstraße 102, Offenbach am Main  () ist ein Altenpflegeheim mit 69 Plätzen in sechs Wohnbereichen. Diese vergleichsweise geringe Größe ermöglicht einen sehr persönlichen Kontakt zwischen Bewohnerinnen und Bewohner, Mitarbeitenden und Angehörigen. Das Elisabeth-Maas-Haus ist eine gemeinnützige GmbH, Mehrheitsgesellschafter ist der Evangelische Verein für Innere Mission Frankfurt am Main.
Bis 2011 befand sich das Haus in alleiniger Trägerschaft des Evangelischen Frauenvereins Offenbach am Main, der seit seiner Gründung vor über 100 Jahren (und seit 2012 als Freundeskreis Evangelischer Frauenverein) die Geschichte und Geschicke des Hauses bis heute prägt.

### Ambulanter Pflegedienst KONTAKT
Die KONTAKT – Freie-Alten- und Krankenpflege gGmbH leistet häusliche Hilfe und Pflege im Frankfurter Osten. Das Angebot richtet sich an Menschen jeden Alters mit verschiedensten Hilfebedarfen und mit unterschiedlichen sozialen, familiären, kulturellen und ökonomischen Hintergründen. Auch für Menschen mit psychischen Erkrankungen ist KONTAKT da. Die Hilfen werden von der Innenstadt bis nach Bergen-Enkheim und Fechenheim angeboten.
Die Angebote an die Klientinnen und Klienten richten sich nach deren Bedürfnissen im körperlichen, psychosozialen und hauswirtschaftlichen Bereich. Das breit aufgestellte Versorgungskonzept in Kooperation mit anderen Diensten und Einrichtungen besteht aus Hilfen in der eigenen Wohnung, aus Gruppenangeboten, stationärer Pflege, Kurzzeitpflege und Betreutem Wohnen. Das Ziel ist, dass Menschen auch in Krisensituationen Entscheidungsmöglichkeiten haben und ein möglichst selbständiges und selbstbestimmtes Leben nach ihren Wünschen führen können.
KONTAKT – Freie Alten- und Krankenpflege gGmbH ist Ausbildungsbetrieb in einem großen Verbund.
Der ehemalige Pflegedienst „KONTAKT e.V.“ wurde 1979 gegründet, damit alte Menschen bei Hilfe- und Pflegebedürftigkeit ein qualifiziertes Angebot erhalten und so lange in ihrer gewohnten Umgebung bleiben können, wie sie möchten. Der heutige Pflegedienst KONTAKT – Freie Alten- und Krankenpflege gGmbH gründete sich 2023 im Verbund mit dem ambulanten Pflegedienst des Hufeland-Hauses. Dieser besteht seit 1989 und arbeitet in enger Vernetzung mit den weiteren Angeboten des Hufeland-Hauses. Beide Pflegedienste sind in der Trägerschaft des Evangelischen Vereins für Innere Mission Frankfurt und des Fördervereins Kontakt – Freie Alten- und Krankenpflege e. V.

## Sucht- und Wohnungslosenhilfe

### Stiftung Waldmühle
Die Stiftung Waldmühle bietet mit ihren Einrichtungen der Sucht- und Wohnungslosenhilfe Menschen in Krisensituationen individuelle Therapie, Beratung und Begleitung. Die Klientinnen und Klienten werden ganz individuell auf ihrem Weg in ein möglichst suchtfreies Leben und bei der Entwicklung neuer persönlicher und beruflicher Lebensziele unterstützt. Die Innere Mission Frankfurt erweiterte Ende der siebziger Jahre ihr soziales Engagement und übernahm im Bereich der Suchthilfe eine völlig neue Aufgabe.
Der Umgang mit Alkoholabhängigen hat eine lange Tradition in der diakonischen Arbeit, doch der Konsum illegaler Suchtmittel und die damit verbundenen Probleme und Entwicklungen stellten eine neue Herausforderung für die Gesellschaft dar. Die Hauptbetroffenen waren junge Menschen. Ohne auf vorhandene Erfahrungen und Strukturen zurückgreifen zu können, begann die Innere Mission damit, die erste Therapieeinrichtung für abhängigkeitserkrankte junge Menschen innerhalb der Diakonie in Hessen und Nassau (heute: Diakonie Hessen) zu schaffen.
Namensgeber der Stiftung ist das Therapiezentrum Waldmühle, eine ehemalige Wassermühle in Darmstadt-Eberstadt. 
Mit Hilfe des Landes Hessen und der Aktion Mensch konnten die notwendigen Umbauten finanziert werden. Grundlage für die fachliche Arbeit bildeten die Erfahrungen und das Engagement von Mitarbeitenden, die ihre Aufgabe in Kooperation mit Beratungsstellen und Medizinerinnen und Medizinern in Angriff nahmen.
Die enge Zusammenarbeit mit der psychiatrischen Klinik im Elisabethenstift in Darmstadt förderte die fachliche Kompetenz und trug dazu bei, ein effektives Therapiekonzept zu entwickeln.

#### Therapiezentrum Waldmühle
Im Jahre 1979 übernahm die Innere Mission Frankfurt die denkmalgeschützte ehemalige Wassermühle Beerbacher Straße 20 in Darmstadt-Eberstadt (), das zuvor vom Verein Waldmühle e.V. als Kinderheim genutzt wurde und begann mit der Entwöhnungstherapie. Das Therapiezentrum ist eine stationäre Entzugseinrichtung (Reha-Klinik) in Darmstadt mit 26 Plätzen. Für die Aufnahme ist ein vorheriger und erfolgreicher körperlicher Entzug und das Vorliegen eines Kostenübernahmebescheides Voraussetzung. Die Therapieplanung wird individuell an die Persönlichkeit der Klientinnen und Klienten angepasst.

#### Haus Burgwald
Die Fachklinik Haus Burgwald, In der Mordach 3, Mühltal () ist eine Einrichtung zur Entwöhnungsbehandlung von Alkohol, THC und Medikamenten (als vorrangige Indikation) mit 40 Therapieplätzen. Hier sollen die Klientinnen und Klienten dazu befähigt werden, ihr Leben zukünftig selbstbestimmt und abstinent gestalten zu können. Ein breites Angebot an Sport-, Kunst- und Beschäftigungstherapien und ein persönlicher Bezugstherapeut unterstützen sie dabei.

#### Übergangseinrichtung Mühlheim
Die Übergangseinrichtung, Forsthausstraße 38, Mühlheim am Main ( Kreis Offenbach) ist ein befristetes Wohnangebot für insgesamt fünfzehn abhängigkeitserkrankte Menschen, die aus der „Szene“ aussteigen oder nicht mehr dorthin zurückwollen und dabei Rückenstärkung brauchen. Die Aufnahme erfolgt unmittelbar und ohne vorherige Kostenübernahme für „cleane“ Bewerber über 21 Jahren mit gewöhnlichem Aufenthalt in Hessen.
Die Übergangseinrichtung Mühlheim ist durch das Hessische Sozialministerium staatlich anerkannt. Hier können betäubungsmittelabhängige Straftäter in Hessen gemäß § 35 Abs. 1 Satz 2 und § 36 Abs. 1 Satz 1 Betäubungsmittelgesetz (BtMG) aufgenommen und behandelt werden.

#### Betreutes Wohnen Frankfurt
Das Betreute Wohnen Frankfurt richtet sich an abstinenzorientierte und substituierte Menschen, die ihren bisherigen gewöhnlichen Aufenthalt in Hessen haben.
Sie erhalten innerhalb von Frankfurt individuelle Betreuung in mehreren Wohngemeinschaften, Einzelappartements und auch in der eigenen Wohnung. Gemeinsam mit ihnen wird an der individuellen Vorstellung von einer abstinenzorientierten Lebenshaltung gearbeitet. Dazu gehören auch alle Fragen und Lebensumstände wie z. B. Job- und Wohnungssuche, Schulden, Behördenangelegenheiten und vieles mehr.

#### Betreutes Wohnen Darmstadt
Das Betreute Wohnen im Landkreis Darmstadt-Dieburg richtet sich an volljährige Personen mit einer Abhängigkeitserkrankung – auch Alleinerziehende oder Paare mit Kindern sind herzlich willkommen. Das Angebot umfasst eine Wohngruppe in Pfungstadt mit 16 Plätzen sowie das Betreute Einzelwohnen in eigenem Wohnraum. Das Betreute Wohnen der Stadt Darmstadt verfügt über eine betreute Wohngruppe mit 6 Plätzen und bietet ebenfalls betreutes Einzelwohnen in der eigenen Wohnung an.
Klientinnen und Klienten werden dabei unterstützt, wieder zunehmend ein eigenverantwortliches und selbständiges Leben zu führen. Dies kann alle Facetten der Bewältigung alltagspraktischer Anforderungen beinhalten wie z. B. Behördenumgang, Freizeitgestaltung, Job- und Wohnungssuche, Schuldenregulierung. Auch die Stärkung persönlicher Kompetenzen und Fähigkeiten ist als wichtiger Schritt auf dem Weg in ein stabiles, abstinentes Leben Teil des Angebots. Damit dies bestmöglich gelingt, arbeitet das Betreute Wohnen eng mit den Tagesstrukturierenden Angeboten in Frankfurt und Darmstadt sowie mit dem Projekt Multiflex zusammen.

#### Howard-Philipps-Haus
Die Howard-Philipps-Haus gGmbH ist eine kleine Einrichtung im Frankfurter Nordend mit insgesamt 19 Einzelzimmern. Das spezialisierte Hilfsangebot richtet sich an volljährige, wohnungslose und haftentlassene Männer, die Unterstützung brauchen, um im Lebensalltag wieder Fuß zu fassen. Vier weitere Einzelappartements im Frankfurter Ostend stehen für bereits stabilere Klienten zur Verfügung.
In der Einrichtung werden individuelle Beratung und Betreuung angeboten und Lebensangelegenheiten wie z. B. Schuldenregulierung, Gesundheitsfürsorge und Wohnungssuche reguliert. Mit der Aktivierung und Stabilisierung der vorhandenen, persönlichen und beruflichen Kompetenzen werden die Bewohner beim Aufbau eines wieder geregelten und sinnhaften Lebens unterstützt.

## Kinder- und Jugendhilfe
Die Innere Mission Kinder- und Jugendhilfe gGmbH ist der Träger der Kinder- und Jugendeinrichtungen der Inneren Mission Frankfurt. Die Einrichtungen bieten von U-3 Gruppen über Kindergarten, Hort und offene Jugendarbeit vielfältige Angebote für ab 1-Jährige, über 3-Jährige, Grundschulkinder, Jugendliche bis hin für junge Erwachsene. Seit 2020 werden mit Unterstützung der „Fachkräfteoffensive Erzieherinnen und Erzieher“ der hessischen Landesregierung Erzieherinnen und Erzieher ausgebildet.
Die Innere Mission Kinder- und Jugendhilfe gGmbH ist eine der jüngsten gemeinnützigen Gesellschaften der Inneren Mission Frankfurt und wurde 2018 von dieser ins Leben gerufen, um die einzelnen Angebote der Kinder- und Jugendhilfe unter einem Träger zu bündeln. Die ihr zugehörigen Einrichtungen bestehen seit Jahrzehnten. Darüber hinaus war es unter anderem die Jugendhilfe, die zur Gründung der Inneren Mission in Frankfurt im Jahr 1850 führte.
Die Kindertagesstätte im Hufeland-Haus wurde 2012 erweitert und renoviert. Es gibt insgesamt 48 Plätze für 3 Gruppen, davon stehen 24 Plätze Kindern unter 3 Jahren zur Verfügung: In der Nestgruppe werden 10 Kinder im Alter von 1 bis 3 Jahren betreut, in den anderen beiden Stammgruppen jeweils 19 Kinder im Alter von 2 bis 6 Jahren.
Die Angebote im Kinderhaus reichen von der U3 (unter 3 Jahre)-Gruppe über den Kindergarten bis zu einem Hort für Kinder im Grundschulalter.
Der Schülertreff am Maintower im Frankfurter Bankenviertel ist schon seit mehreren Jahrzehnten der Treffpunkt für Kinder, Jugendliche und Erwachsene, die sich täglich der Aufgabe stellen, den Alltag einer multikulturellen Gesellschaft und damit die Praxis der Integration zu leben. Wegen seiner zentralen Lage wird der Schülertreff besonders von Kindern und Jugendlichen aus den umliegenden wie auch aus weiter entfernten Stadtteilen besucht.

## Prostituiertenberatung

### TAMARA
In der Einrichtung TAMARA – Beratung und Hilfe für Prostituierte im Zentrum für Frauen, Alfred-Brehm-Platz 17, Frankfurt-Ostend, gewährleisten die Mitarbeiterinnen eine individuelle Beratung, um neue berufliche und private Perspektiven für Frauen in der Prostitution zu entwickeln, der gesellschaftlichen Diskriminierung entgegenzuwirken und die Öffentlichkeit für das Thema Prostitution zu sensibilisieren.

## Unterstützungsleistungen
Der Evangelische Verein für Innere Mission in Frankfurt am Main verfolgt als alleiniger Gesellschafter der Innere Mission Dienstleistungen Frankfurt am Main GmbH folgende Ziele für seine Einrichtungen:
- Qualitativ hochwertige Dienstleistungen durch Qualitätssteigerung und Professionalisierung
- Gemeinsame Qualitätsstandards
- „Alles aus einer Hand“ (keine Schnittstellendiskussionen)
- Zuverlässigkeit und Risikominimierung
- Know-how-Transfer
- Effizienzsteigerung

Mitarbeitende von Fremddienstleistern aus dem Bereich Gebäudereinigung wurden im Jahr 2014 in die neue Gesellschaft übernommen.
Zu den Unterstützungsleistungen der Inneren Mission Frankfurt gehören außerdem die Wittenberger Hof GmbH, das Evangelische Vereinshaus Westend sowie der Verein Heimat für Bedürftigenhilfe e.V.